# UCI Europe Tour 2019

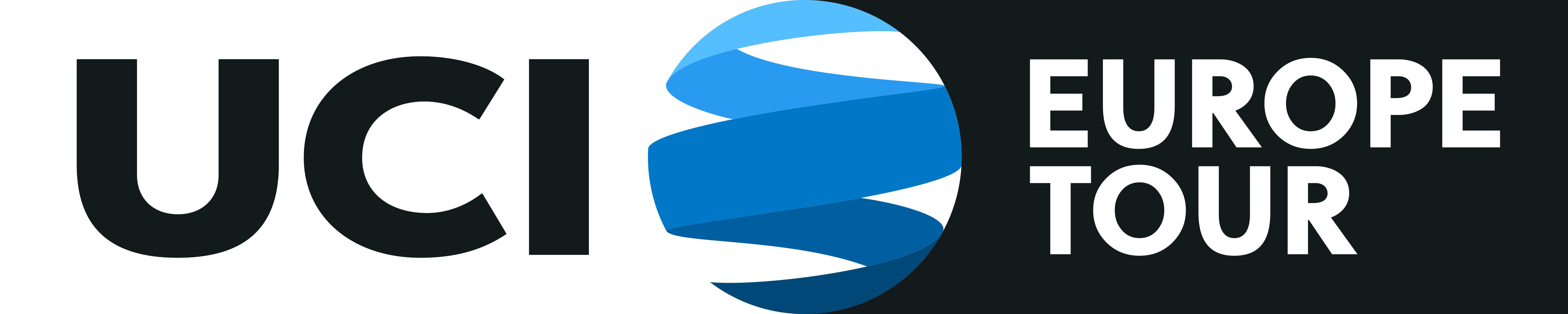

Die UCI Europe Tour 2019 ist die 15. Austragung des zur Saison 2005 vom Weltradsportverband UCI eingeführten europäischen Straßenradsport-Kalenders für Männer unterhalb der UCI WorldTour, der zu den UCI Continental Circuits gehört.
Die Eintagesrennen und Etappenrennen der UCI Europe Tour sind in drei UCI-Kategorien (HC, 1 und 2) eingeteilt. Bei jedem Rennen werden Punkte für eine Gesamtwertung der Fahrer, Mannschaften und Nationen vergeben. An der Mannschaftswertung nehmen die Professional Continental Teams und die Continental Teams teil, nicht jedoch die startenden UCI WorldTeams. An der Nationenwertung nehmen nur die Nationen des Kontinents teil, gezählt werden aber die Ergebnisse aller Circuits.

Zu den Regeln der einzelnen Ranglisten: 

## Januar
| Datum | Rennen                                      | Kat. | Sieger        | Team                       |
| ----- | ------------------------------------------- | ---- | ------------- | -------------------------- |
| 31.   | Trofeo Felanitx-Ses Salines-Campos-Porreres | 1.1  | Jesús Herrada | Cofidis, Solutions Crédits |

## Februar
| Datum   | Rennen                                 | Kat. | Sieger             | Team                                  |
| ------- | -------------------------------------- | ---- | ------------------ | ------------------------------------- |
| 1.      | Trofeo Lloseta-Andratx                 | 1.1  | Emanuel Buchmann   | Bora-hansgrohe                        |
| 2.      | Trofeo Serra de Tramuntana             | 1.1  | Tim Wellens        | Lotto Soudal                          |
| 3.      | Trofeo Playa de Palma                  | 1.1  | Marcel Kittel      | Team Katusha Alpecin                  |
| 3.      | Grand Prix d’Ouverture La Marseillaise | 1.1  | Anthony Turgis     | Direct Énergie / Total Direct Énergie |
| 6.–10.  | Volta a la Comunitat Valenciana        | 2.1  | Ion Izagirre       | Astana Pro Team                       |
| 7.–10.  | Étoile de Bessèges                     | 2.1  | Christophe Laporte | Cofidis, Solutions Crédits            |
| 8.      | Grand Prix Gazipaşa                    | 1.2  | Branislau Samojlau | Minsk Cycling Club                    |
| 9.      | Grand Prix Alanya                      | 1.2  | Lucas Carstensen   | Bike Aid                              |
| 14.–17. | Tour La Provence                       | 2.1  | Gorka Izagirre     | Astana Pro Team                       |
| 15.–16. | Vuelta a Murcia                        | 2.1  | Luis Leon Sanchez  | Astana Pro Team                       |
| 17.     | Trofeo Laigueglia                      | 1.HC | Simone Velasco     | Neri Sottoli Selle Italia KTM         |
| 17.     | Clásica de Almería                     | 1.HC | Pascal Ackermann   | Bora-hansgrohe                        |
| 20.–24. | Andalusien-Rundfahrt                   | 2.HC | Jakob Fuglsang     | Astana Pro Team                       |
| 20.–24. | Algarve-Rundfahrt                      | 2.HC | Tadej Pogačar      | UAE Team Emirates                     |
| 21.–24. | Tour of Antalya                        | 2.2  | Szymon Rekita      | Leopard Pro Cycling                   |
| 22.–24. | Tour du Haut-Var                       | 2.1  | Thibaut Pinot      | Groupama-FDJ                          |
| 24.     | Grand Prix Slovenian Istria            | 1.2  | Marko Kump         | Adria Mobil                           |

## März
| Datum   | Rennen                               | Kat.   | Sieger                                  | Team                                    |
| ------- | ------------------------------------ | ------ | --------------------------------------- | --------------------------------------- |
| 2.      | Classic Sud Ardèche                  | 1.1    | Lilian Calmejane                        | Direct Énergie / Total Direct Énergie   |
| 3.      | Kuurne–Brüssel–Kuurne                | 1.HC   | Bob Jungels                             | Deceuninck-Quick-Step                   |
| 3.      | La Drôme Classic                     | 1.1    | Alexis Vuillermoz                       | AG2R La Mondiale                        |
| 3.      | International Rhodes Grand Prix      | 1.2    | Dušan Rajović                           | Adria Mobil                             |
| 5.      | Le Samyn                             | 1.1    | Florian Sénéchal                        | Deceuninck-Quick-Step                   |
| 6.      | Trofej Umag                          | 1.2    | Alois Kaňkovský                         | Elkov-Author Cycling Team               |
| 8.–10.  | International Tour of Rhodes         | 2.2    | Martijn Budding                         | BEAT Cycling Club                       |
| 9.      | Poreč Trophy                         | 1.2    | Fabian Lienhard                         | IAM Excelsior                           |
| 9.      | Grand Prix Velo Alanya               | 1.2    | Nikolai Schumow                         | Minsk Cycling Club                      |
| 10.     | Gran Premio Industria & Artigianato  | 1.HC   | Maximilian Schachmann                   | Bora-hansgrohe                          |
| 10.     | Grote Prijs Jean-Pierre Monsére      | 1.1    | abgesagt wegen orkanartigen Windböen    | abgesagt wegen orkanartigen Windböen    |
| 10.     | Grand Prix Justiciano Hotels         | 1.2    | Onur Balkan                             | Salcano Sakarya BB Team                 |
| 10.     | Dorpenomloop Rucphen                 | 1.2    | abgebrochen wegen orkanartigen Windböen | abgebrochen wegen orkanartigen Windböen |
| 10.     | Grand Prix de la Ville de Lillers    | 1.2    | abgesagt wegen orkanartigen Windböen    | abgesagt wegen orkanartigen Windböen    |
| 14.–17. | Istrian Spring Trophy                | 2.2    | Felix Gall                              | Development Team Sunweb                 |
| 17.     | Ronde van Drenthe                    | 1.HC   | Pim Ligthart                            | Direct Énergie / Total Direct Énergie   |
| 17.     | Classica da Arrabida-Cyclin'Portugal | 1.2    | Jonathan Lastra                         | Caja Rural-Seguros RGA                  |
| 17.     | Popolarissima                        | 1.2    | Nicola Venchiarutti                     | Cycling Team Friuli                     |
| 17.     | Paris–Troyes                         | 1.2    | Jeremy Cabot                            |                                         |
| 20.–24. | Volta ao Alentejo                    | 2.2    | Joao Rodrigues                          | W52-FC Porto                            |
| 20.     | Nokere Koerse                        | 1.HC   | Cees Bol                                | Team Sunweb                             |
| 22.     | Bredene Koksijde Classic             | 1.HC   | Pascal Ackermann                        | Bora-hansgrohe                          |
| 22.     | Youngster Coast Challenge            | 1.2U   | Niklas Märkl                            | Development Team Sunweb                 |
| 24.     | Grand Prix de Denain                 | 1.HC   | Mathieu van der Poel                    | Corendon-Circus                         |
| 25.–31. | Tour de Normandie                    | 2.2    | Ole Forfang                             | Joker Fuel of Norway                    |
| 27.–31. | Settimana Internazionale             | 2.1    | Lucas Hamilton                          | Mitchelton-Scott                        |
| 30.     | Classic Loire-Atlantique             | 1.1    | Rudy Barbier                            | Israel Cycling Academy                  |
| 31.     | Kattekoers                           | 1.Ncup | Jonas Rutsch                            | Deutschland                             |
| 31.     | Grand Prix Cholet-Pays de la Loire   | 1.1    | Marc Sarreau                            | Groupama-FDJ                            |

## April
| Datum   | Rennen                                      | Kat.   | Sieger               | Team                                  |
| ------- | ------------------------------------------- | ------ | -------------------- | ------------------------------------- |
| 3.–6.   | Giro di Sicilia                             | 2.1    | Brandon McNulty      | Rally UHC Cycling                     |
| 5.–7.   | Le Triptyque des Monts et Châteaux          | 2.2U   | Mikkel Bjerg         | Hagens Berman Axeon                   |
| 5.      | Route Adélie                                | 1.1    | Marc Sarreau         | Groupama-FDJ                          |
| 6.      | Volta Limburg Classic                       | 1.1    | Patrick Müller       | Vital Concept-B&B Hotels              |
| 6.      | Gran Premio Miguel Induráin                 | 1.1    | Jonathan Hivert      | Direct Énergie / Total Direct Énergie |
| 7.      | La Roue Tourangelle                         | 1.1    | Lionel Taminiaux     | Wallonie-Bruxelles                    |
| 7.      | Grand Prix Adria Mobil                      | 1.2    | Marko Kump           | Adria Mobil                           |
| 7.      | Trofeo Piva                                 | 1.2U   | Georg Zimmermann     | Tirol KTM Cycling Team                |
| 9.–12.  | Circuit Cycliste Sarthe                     | 2.1    | Alexis Gougeard      | AG2R La Mondiale                      |
| 10.     | Scheldeprijs                                | 1.HC   | Fabio Jakobsen       | Deceuninck-Quick-Step                 |
| 12.–14. | Volta Cova da Beira                         | 2.1    | Edwin Ávila          | Israel Cycling Academy                |
| 12.–14. | Circuit des Ardennes                        | 2.2    | Alexander Kamp       | Riwal Readynez Cycling Team           |
| 13.     | Flandern-Rundfahrt (U23)                    | 1.Ncup | Andreas Stokbro      | Dänemark                              |
| 13.     | Trofeo Edil C                               | 1.2U   | Giovanni Aleotti     | Cycling Team Friuli                   |
| 14.     | Klasika Primavera                           | 1.1    | Carlos Betancur      | Movistar Team                         |
| 16.     | Paris–Camembert                             | 1.1    | Benoît Cosnefroy     | AG2R La Mondiale                      |
| 17.     | Pfeil von Brabant                           | 1.HC   | Mathieu van der Poel | Corendon-Circus                       |
| 17.–21. | Tour du Loir-et-Cher                        | 2.2    | Jan Bárta            | Elkov-Author Cycling Team             |
| 18.–21. | Belgrade-Banja Luka                         | 2.1    | Pawel Franczak       | Voster ATS Team                       |
| 20.     | Tour du Finistère                           | 1.1    | Julien Simon         | Cofidis, Solutions Crédits            |
| 20.     | Arno Wallaard Memorial                      | 1.2    | Alexander Richardson | Canyon dhb p/b Bloor Homes            |
| 20.     | Lüttich–Bastogne–Lüttich Espoirs            | 1.2U   | Kevin Vermaerke      | Hagens Berman Axeon                   |
| 21.     | Trofeo Città di San Vendemiano              | 1.2U   | Andrea Bagioli       | Team Colpack                          |
| 22.–26. | Tour of the Alps                            | 2.HC   | Pawel Siwakow        | Team Sky / Team Ineos                 |
| 22.     | Tro Bro Leon                                | 1.1    | Andrea Vendrame      | Androni Giocattoli-Sidermec           |
| 22.     | Giro del Belvedere                          | 1.2U   | Samuele Battistella  | Dimension Data for Qhubeka            |
| 23.     | GP Palio del Recioto                        | 1.2U   | Matteo Sobrero       | Dimension Data for Qhubeka            |
| 25.–27. | Vuelta a Castilla y León                    | 2.1    | Davide Cimolai       | Israel Cycling Academy                |
| 25.–28. | Tour of Mersin                              | 2.2    | Peter Koning         | Bike Aid                              |
| 25.–1.  | Tour de Bretagne                            | 2.2    | Lorrenzo Manzin      | Vital Concept-B&B Hotels              |
| 27.–28. | Tour du Jura Cycliste                       | 2.2    | Kobe Goossens        | Lotto Soudal U23                      |
| 28.     | Giro dell’Appennino                         | 1.1    | Mattia Cattaneo      | Androni Giocattoli-Sidermec           |
| 28.     | Rutland-Melton International CiCLE Classic  | 1.2    | Colin Joyce          | Rally UHC Cycling                     |
| 28.     | Visegrád 4 Bicycle Race – Grand Prix Polski | 1.2    | Alois Kaňkovský      | Elkov-Author Cycling Team             |
| 30.–5.  | Carpathian Couriers Race                    | 2.2U   | Marijn van den Berg  | Metec-TKH CCT p/b Mantel              |

## Mai
| Datum   | Rennen                                        | Kat.   | Sieger               | Team                                  |
| ------- | --------------------------------------------- | ------ | -------------------- | ------------------------------------- |
| 1.–5.   | Five Rings of Moscow                          | 2.2    | Jauhen Sobal         | Minsk Cycling Club                    |
| 1.      | Eschborn-Frankfurt (U23)                      | 1.2U   | Frederik Rodenberg   | Team ColoQuick                        |
| 1.      | Memoriał Andrzeja Trochanowskiego             | 1.2    | Alois Kaňkovský      | Elkov-Author Cycling Team             |
| 2.–5.   | Tour de Yorkshire                             | 2.HC   | Chris Lawless        | Team Sky / Team Ineos                 |
| 2.–5.   | Tour of Mesopotamia                           | 2.2    | Branislau Samojlau   | Minsk Cycling Club                    |
| 2.      | Memorial Romana Sieminskiego                  | 1.2    | Alois Kaňkovský      | Elkov-Author Cycling Team             |
| 3.–5.   | Vuelta a Asturias                             | 2.1    | Richard Carapaz      | Movistar Team                         |
| 4.      | Himmerland Rundt                              | 1.2    | Niklas Larsen        | Team ColoQuick                        |
| 4.      | Ronde van Overijssel                          | 1.2    | Nils Eekhoff         | Development Team Sunweb               |
| 4.      | L’Etoile d’Or                                 | 1.Ncup | Alexander Konychev   | Italien                               |
| 5.      | Skive-Løbet                                   | 1.2    | Frederik Rodenberg   | Team ColoQuick                        |
| 5.      | Circuito del Porto                            | 1.2    | Luca Mozzato         | Dimension Data for Qhubeka            |
| 5.      | Entre Brenne et Montmorillonnais              | 1.2    | Alberto Dainese      | Italien                               |
| 9.–12.  | Rhône-Alpes Isère Tour                        | 2.2    | Matthias Krizek      | Team Felbermayr Simplon Wels          |
| 10.–12. | Vuelta a Madrid                               | 2.1    | Clément Russo        | Team Arkéa-Samsic                     |
| 10.–12. | CCC Tour-Grody Piastowskie                    | 2.2    | Kamil Małecki        | CCC Development Team                  |
| 11.     | Scandinavian Race in Uppsala                  | 1.2    | Rasmus Bøgh Wallin   | Riwal Readynez Cycling Team           |
| 11.     | ZODC Zuidenveld Tour                          | 1.2    | Luuc Bugter          | BEAT Cycling Club                     |
| 11.     | Minsk Cup                                     | 1.2    | Jauhen Karaljok      |                                       |
| 11.     | Visegrád 4 Bicycle Race - Grand Prix Hungary  | 1.2    | Pawel Franczak       | Voster ATS Team                       |
| 11.     | Sundvolden Grand Prix                         | 1.2    | Trond Trondsen       | Team Coop                             |
| 12.     | Grand Prix Minsk                              | 1.2    | Norman Vahtra        | Estland                               |
| 12.     | Visegrád 4 Bicycle Race - Grand Prix Slovakia | 1.2    | Alois Kaňkovský      | Elkov-Author Cycling Team             |
| 12.     | Ringerike Grand Prix                          | 1.2    | Kristoffer Skjerping | Uno-X Norwegian Development Team      |
| 12.     | Grand Prix de la Somme                        | 1.2    | Lorrenzo Manzin      | Vital Concept-B&B Hotels              |
| 12.     | Flèche Ardennaise                             | 1.2    | Simon Pellaud        | IAM Excelsior                         |
| 12.     | Gran Premio Industrie del Marmo               | 1.2U   | Patrick Gamper       | Tirol KTM Cycling Team                |
| 14.–19. | 4 Jours de Dunkerque                          | 2.HC   | Mike Teunissen       | Team Jumbo-Visma                      |
| 17.–19. | Aragon-Rundfahrt                              | 2.1    | Eduard Prades        | Movistar Team                         |
| 17.–19. | Tour of Black Sea                             | 2.2    | Onur Balkan          | Salcano Sakarya BB Team               |
| 17.–19. | Tour d’Eure-et-Loir                           | 2.2    | Luuc Bugter          | BEAT Cycling Club                     |
| 19.     | Grand Prix Criquielion                        | 1.2    | Arne Merit           |                                       |
| 20.–24. | Tour of Albania                               | 2.2    | Filippo Fiorelli     |                                       |
| 22.–26. | Bałtyk-Karkonosze Tour                        | 2.2    | Kamil Małecki        | CCC Development Team                  |
| 23.–25. | Tour of Estonia                               | 2.1    | Mihkel Räim          | Israel Cycling Academy                |
| 23.–26. | Ronde de l’Isard                              | 2.2U   | Andrea Bagioli       | Team Colpack                          |
| 23.     | Chabany Race                                  | 1.2    | Andrij Wassyljuk     | Kyiv Capital Team                     |
| 24.–26. | Hammer Stavanger                              | 2.1    | Team Jumbo-Visma     |                                       |
| 24.–26. | Tour de l’Ain                                 | 2.1    | Thibaut Pinot        | Groupama-FDJ                          |
| 24.–26. | A Travers les Hauts de France                 | 2.2    | Ethan Hayter         | Großbritannien                        |
| 24.     | Horizon Park Race for Peace                   | 1.2    | Jauhen Sobal         | Minsk Cycling Club                    |
| 26.     | Grote Prijs Marcel Kint                       | 1.1    | Bryan Coquard        | Vital Concept-B&B Hotels              |
| 26.     | Horizon Park Race Classic                     | 1.2    | Andrij Wassyljuk     | Kyiv Capital Team                     |
| 28.–2.  | Norwegen-Rundfahrt                            | 2.HC   | Alexander Kristoff   | UAE Team Emirates                     |
| 29.–2.  | Flèche du Sud                                 | 2.2    | Quinten Hermans      | Telenet Fidea Lions                   |
| 30.     | Circuit de Wallonie                           | 1.1    | Thomas Boudat        | Direct Énergie / Total Direct Énergie |
| 31.–2.  | Wyscig Mjr. Hubala-Sante Tour                 | 2.1    | Maciej Paterski      | Wibatech Merx 7R                      |
| 31.–2.  | Tour de la Mirabelle                          | 2.2    | Simon Pellaud        | IAM Excelsior                         |

## Juni
| Datum   | Rennen                                       | Kat.   | Sieger                | Team                                |
| ------- | -------------------------------------------- | ------ | --------------------- | ----------------------------------- |
| 1.–2.   | Orlen Nations Grand Prix                     | 2.Ncup | Nicolas Prodhomme     | Frankreich                          |
| 1.      | Grand Prix de Plumelec-Morbihan              | 1.1    | Benoît Cosnefroy      | AG2R La Mondiale                    |
| 1.      | Tour de Ribas                                | 1.2    | Onur Balkan           | Salcano Sakarya BB Team             |
| 2.      | Boucles de l’Aulne                           | 1.1    | Alexis Gougeard       | AG2R La Mondiale                    |
| 2.      | Rund um Köln                                 | 1.1    | Baptiste Planckaert   | Wallonie-Bruxelles                  |
| 2.      | Trofeo Alcide Degasperi                      | 1.2    | Benjamin Hill         | Ljubljana Gusto Santic              |
| 2.      | Odessa Grand Prix                            | 1.2    | Matvey Nikitin        | Vino-Astana Motors                  |
| 2.      | Paris-Roubaix Espoirs                        | 1.2U   | Thomas Pidcock        | Team Wiggins Le Col                 |
| 5.–9.   | Luxemburg-Rundfahrt                          | 2.HC   | Jesús Herrada         | Cofidis, Solutions Crédits          |
| 6.–9.   | Boucles de la Mayenne                        | 2.1    | Thibault Ferasse      | Natura4Ever-Roubaix Lille Métropole |
| 6.–9.   | Course de la Paix                            | 2.Ncup | Andreas Leknessund    | Norwegen                            |
| 7.–9.   | Tour of Bihor - Bellotto                     | 2.1    | Daniel Munoz          | Androni Giocattoli-Sidermec         |
| 7.–9.   | Hammer Limburg                               | 2.1    | Deceuninck-Quick-Step |                                     |
| 9.      | Gran Premio di Lugano                        | 1.1    | Diego Ulissi          | UAE Team Emirates                   |
| 9.      | Coppa della Pace                             | 1.2    | Georg Zimmermann      | Tirol KTM Cycling Team              |
| 9.      | Memorial Philippe Van Coningsloo             | 1.2    | Gerben Thijssen       | Lotto Soudal U23                    |
| 10.     | Ronde van Limburg                            | 1.1    | Eduard Michael Grosu  | Delko Marseille Provence            |
| 11.–16. | Tour de Hongrie                              | 2.1    | Krists Neilands       | Israel Cycling Academy              |
| 12.–16. | Belgien-Rundfahrt                            | 2.HC   | Remco Evenepoel       | Deceuninck-Quick-Step               |
| 12.     | Bursa Yildirim Bayezit Race                  | 1.2    | Mustafa Sayar         | Salcano Sakarya BB Team             |
| 13.–23. | Giro Ciclistico d’Italia                     | 2.2U   | Andres Camilo Ardila  | Kolumbien                           |
| 13.–16. | Ronde de l’Oise                              | 2.2    | Anthony Maldonado     | St. Michel-Auber 93                 |
| 13.–16. | Oberösterreich-Rundfahrt                     | 2.2    | Jannik Steimle        | Team Vorarlberg Santic              |
| 13.     | Grosser Preis des Kantons Aargau             | 1.HC   | Alexander Kristoff    | UAE Team Emirates                   |
| 14.–16. | Tour of Małopolska                           | 2.2    | Adam Stachowiak       | Voster ATS Team                     |
| 16.     | Midden-Brabant Poort Omloop                  | 1.2    | Arvid de Kleijn       | Metec-TKH CCT p/b Mantel            |
| 17.     | Mont Ventoux Dénivelé Challenge              | 1.1    | Jesús Herrada         | Cofidis, Solutions Crédits          |
| 19.–23. | Slowenien-Rundfahrt                          | 2.HC   | Diego Ulissi          | UAE Team Emirates                   |
| 19.–23. | ZLM Tour                                     | 2.1    | Mike Teunissen        | Team Jumbo-Visma                    |
| 20.–23. | Route d’Occitanie                            | 2.1    | Alejandro Valverde    | Movistar Team                       |
| 20.–23. | Tour de Savoie Mont-Blanc                    | 2.2    | Chris Harper          | Team BridgeLane                     |
| 21.     | Dwars door het Hageland                      | 1.1    | Kenneth Vanbilsen     | Cofidis, Solutions Crédits          |
| 22.     | Heistse Pijl                                 | 1.1    | Alvaro Hodeg          | Deceuninck-Quick-Step               |
| 22.     | Grand Prix Doliny Baryczy migród             | 1.2    | Sylwester Janiszewski | Voster ATS Team                     |
| 23.     | Europaspiele - Straßenrennen                 | CC     | Davide Ballerini      | Italien                             |
| 23.     | Elfstedenronde                               | 1.1    | Tim Merlier           | Corendon-Circus                     |
| 23.     | Korona Kocich Gór                            | 1.2    | Patryk Stosz          | CCC Development Team                |
| 25.     | Europaspiele - Einzelzeitfahren              | CC     | Wassil Kiryjenka      | Weißrussland                        |
| 26.     | Halle–Ingooigem                              | 1.1    | Dries De Bondt        | Corendon-Circus                     |
| 26.     | Internationale Wielertrofee Jong Maar Moedig | 1.2    | Julien van den Brande | Tarteletto-Isorex                   |

## Juli
| Datum   | Rennen                                       | Kat. | Sieger                 | Team                                |
| ------- | -------------------------------------------- | ---- | ---------------------- | ----------------------------------- |
| 2.      | Trofeo Città di Brescia                      | 1.2  | Daniel Smazaro         |                                     |
| 2.–6.   | Course de la Solidarité Olympique            | 2.2  | Norman Vahtra          | Estland                             |
| 3.–7.   | Sibiu Cycling Tour                           | 2.1  | Kevin Rivera           | Androni Giocattoli-Sidermec         |
| 6.–12.  | Österreich-Rundfahrt                         | 2.1  | Ben Hermans            | Israel Cycling Academy              |
| 6.–7.   | In the steps of the Romans                   | 2.2  | Polychronis Tzortzakis | Griechenland                        |
| 11.–14. | Grande Prémio Internacional de Torres Vedras | 2.2  | Henrique Casimiro      | Efapel                              |
| 14.     | Giro del Medio Brenta                        | 1.2  | Simone Ravanelli       | Biesse-Carrera                      |
| 16.–21. | Giro della Valle d’Aosta                     | 2.2U | Mauri Vansevenant      |                                     |
| 20.     | V4 Special Series Vasarosnameny-Nyiregyhaza  | 1.2  | Daniel Auer            | Maloja Pushbikers                   |
| 21.     | V4 Special Series Debrecen-Ibrany            | 1.2  | János Pelikán          | Pannon Cycling Team                 |
| 24.–27. | Dookoła Mazowsza                             | 2.2  | Stanisław Aniołkowski  | CCC Development Team                |
| 25.–28. | Adriatica Ionica Race                        | 2.1  | Mark Padun             | Bahrain-Merida                      |
| 25.     | Grand Prix Pino Cerami                       | 1.1  | Bryan Coquard          | Vital Concept-B&B Hotels            |
| 25.     | Prueba Villafranca de Ordizia                | 1.1  | Rafael Valls           | Movistar Team                       |
| 26.–28. | Tour of Kosovo                               | 2.2  | Charalampos Kastrantas | Griechenland                        |
| 26.     | Gemenc Grand Prix I                          | 1.2  | Attila Valter          | Ungarn                              |
| 27.–31. | Tour de Wallonie                             | 2.HC | Loïc Vliegen           | Wanty-Gobert Cycling Team           |
| 27.     | Gemenc Grand Prix II                         | 1.2  | János Pelikán          | Pannon Cycling Team                 |
| 28.     | Grand Prix de la ville de Pérenchies         | 1.2  | Jens Reynders          | Wallonie-Bruxelles Development Team |
| 30.–2.  | Tour de Serbie                               | 2.2  | Enrico Salvador        |                                     |
| 31.–11. | Portugal-Rundfahrt                           | 2.1  | Joao Rodrigues         | W52-FC Porto                        |
| 31.–4.  | Tour Alsace                                  | 2.2  | Thomas Pidcock         | Team Wiggins Le Col                 |
| 31.     | Circuito de Getxo                            | 1.1  | Jon Aberasturi         | Caja Rural-Seguros RGA              |

## August
| Datum   | Rennen                                         | Kat.   | Sieger                  | Team                                  |
| ------- | ---------------------------------------------- | ------ | ----------------------- | ------------------------------------- |
| 2.–5.   | Kreiz Breizh Elites                            | 2.2    | Mathijs Paasschens      | Wallonie-Bruxelles                    |
| 2.–11.  | Tour de la Guadeloupe                          | 2.2    | Adrien Guillonnet       | Interpro Cycling Academy              |
| 3.      | Hansa Bygg Kalmar Grand Prix Road Race         | 1.2    | Norman Vahtra           | Estland                               |
| 4.      | Grand Prix Kranj                               | 1.2    | Marko Kump              | Adria Mobil                           |
| 7.      | Europameisterschaften – Mixed-Länderzeitfahren | CC     | Niederlande             | Niederlande                           |
| 7.–10.  | Tour of Szeklerland                            | 2.2    | Jonas Rapp              | Team Hrinkow Advarics Cycleang        |
| 8.      | Europameisterschaften – Einzelzeitfahren (U23) | CC     | Johan Price-Pejtersen   | Dänemark                              |
| 8.      | Europameisterschaften – Einzelzeitfahren       | CC     | Remco Evenepoel         | Belgien                               |
| 10.     | Europameisterschaften – Straßenrennen (U23)    | CC     | Alberto Dainese         | Italien                               |
| 11.     | Slag om Norg                                   | 1.1    | Coen Vermeltfoort       | Alecto Cycling Team                   |
| 11.     | Antwerpse Havenpijl                            | 1.2    | Tibo Nevens             |                                       |
| 11.     | Gran Premio di Poggiana                        | 1.2U   | Fabio Mazzucco          | Sangemini-Trevigiani-MG.Kvis          |
| 11.     | Europameisterschaften – Straßenrennen          | CC     | Elia Viviani            | Italien                               |
| 13.–17. | Vuelta a Burgos                                | 2.HC   | Iván Sosa               | Team Sky / Team Ineos                 |
| 15.–18. | Arctic Race of Norway                          | 2.HC   | Alexei Luzenko          | Astana Pro Team                       |
| 15.–18. | Czech Cycling Tour                             | 2.1    | Daryl Impey             | Mitchelton-Scott                      |
| 15.–25. | Tour de l’Avenir                               | 2.Ncup | Tobias Foss             | Norwegen                              |
| 15.     | Puchar Mon                                     | 1.2    | Norman Vahtra           | Estland                               |
| 16.     | GP Capodarco                                   | 1.2U   | Filippo Zana            | Sangemini-Trevigiani-MG.Kvis          |
| 17.     | Memoriał Henryka Łasaka                        | 1.2    | Norman Vahtra           | Estland                               |
| 18.     | Polynormande                                   | 1.1    | Benoît Cosnefroy        | AG2R La Mondiale                      |
| 18.     | Puchar Uzdrowisk Karpackich                    | 1.2    | John Mandrysch          | P&S Metalltechnik                     |
| 18.     | Fyen Rundt                                     | 1.2    | Rasmus Christian Quaade | Riwal Readynez Cycling Team           |
| 20.     | Grote Prijs Stad Zottegem                      | 1.1    | Piotr Havik             | BEAT Cycling Club                     |
| 20.     | Grand Prix des Marbriers                       | 1.2    | Damien Clayton          | Ribble Pro Cycling                    |
| 21.–25. | Dänemark-Rundfahrt                             | 2.HC   | Niklas Larsen           | Team ColoQuick                        |
| 21.–24. | Tour du Limousin                               | 2.1    | Benoît Cosnefroy        | AG2R La Mondiale                      |
| 21.     | Arnhem–Veenendaal Classic                      | 1.1    | Zakkari Dempster        | Israel Cycling Academy                |
| 25.     | Schaal Sels Merksem                            | 1.1    | Attilio Viviani         | Cofidis, Solutions Crédits            |
| 27.–30. | Tour du Poitou Charentes                       | 2.1    | Christophe Laporte      | Cofidis, Solutions Crédits            |
| 28.     | Druivenkoers                                   | 1.1    | Arvid de Kleijn         | Metec-TKH CCT p/b Mantel              |
| 29.–1.  | Deutschland Tour                               | 2.HC   | Jasper Stuyven          | Trek-Segafredo                        |
| 31.     | Omloop Mandel-Leie-Schelde Meulebeke           | 1.1    | Niccolò Bonifazio       | Direct Énergie / Total Direct Énergie |

## September
| Datum   | Rennen                                          | Kat. | Sieger                                              | Team                                  |
| ------- | ----------------------------------------------- | ---- | --------------------------------------------------- | ------------------------------------- |
| 1.      | Grote Prijs Jef Scherens                        | 1.1  | Niccolò Bonifazio                                   | Direct Énergie / Total Direct Énergie |
| 1.      | Kroatien-Slowenien                              | 1.2  | Marko Kump                                          | Adria Mobil                           |
| 1.      | GP International de la ville de Nogent-sur-Oise | 1.2  | Emiel Vermeulen                                     | Natura4Ever-Roubaix Lille Métropole   |
| 4.–7.   | Giro della Regione Friuli Venezia Giulia        | 2.2  | Clément Champoussin                                 | Chambery Cyclisme Competition         |
| 6.      | Hafjell TT                                      | 1.2  | Mikkel Bjerg                                        | Hagens Berman Axeon                   |
| 6.      | Grand Prix Velo Erciyes                         | 1.2  | Onur Balkan                                         | Salcano Sakarya BB Team               |
| 7.–14.  | Tour of Britain                                 | 2.HC | Mathieu van der Poel                                | Corendon-Circus                       |
| 7.–8.   | Tour of Central Anatolia                        | 2.2  | Ahmet Örken                                         | Salcano Sakarya BB Team               |
| 7.      | Brussels Cycling Classic                        | 1.HC | Caleb Ewan                                          | Lotto Soudal                          |
| 7.      | Lillehammer GP                                  | 1.2  | Niklas Larsen                                       | Team ColoQuick                        |
| 8.      | Grand Prix de Fourmies                          | 1.HC | Pascal Ackermann                                    | Bora-hansgrohe                        |
| 8.      | Antwerp Port Epic                               | 1.1  | Aimé De Gendt                                       | Wanty-Gobert Cycling Team             |
| 8.      | Gylne Gutuer                                    | 1.2  | Kristoffer Skjerping                                | Uno-X Norwegian Development Team      |
| 8.      | Chrono Champenois                               | 1.2  | Mikkel Bjerg                                        | Hagens Berman Axeon                   |
| 11.–15. | Turul Romaniei                                  | 2.1  | Alex Molenaar                                       | Monkey Town-á Bloc CT                 |
| 14.     | Coppa Agostoni                                  | 1.1  | Aljaksandr Rabuschenka                              | UAE Team Emirates                     |
| 14.     | De Kustpijl                                     | 1.2  | Bas van der Kooij                                   | Monkey Town-á Bloc CT                 |
| 15.     | Coppa Bernocchi                                 | 1.1  | Phil Bauhaus                                        | Bahrain-Merida                        |
| 15.     | Tour du Doubs                                   | 1.1  | Stefan Küng                                         | Groupama-FDJ                          |
| 15.     | Duo Normand                                     | 1.1  | Rasmus Christian Quaade Mathias Norsgaard Jørgensen | Riwal Readynez Cycling Team           |
| 15.     | Raiffeisen Grand Prix                           | 1.2  | Maciej Paterski                                     | Wibatech Merx 7R                      |
| 18.–21. | Slowakei-Rundfahrt                              | 2.1  | Yves Lampaert                                       | Deceuninck-Quick-Step                 |
| 18.     | Giro della Toscana                              | 1.1  | Giovanni Visconti                                   | Neri Sottoli Selle Italia KTM         |
| 18.     | Grand Prix de Wallonie                          | 1.1  | Krists Neilands                                     | Israel Cycling Academy                |
| 19.     | Coppa Sabatini                                  | 1.1  | Alexei Luzenko                                      | Astana Pro Team                       |
| 20.     | Kampioenschap van Vlaanderen                    | 1.1  | Jannik Steimle                                      | Deceuninck-Quick-Step                 |
| 20.     | Grand Prix Erciyes                              | 1.2  | Nikolaj Schumow                                     | Minsk Cycling Club                    |
| 20.–21. | Tour of Kayseri                                 | 2.2  | Onur Balkan                                         | Salcano Sakarya BB Team               |
| 21.     | Primus Classic                                  | 1.HC | Edward Theuns                                       | Trek-Segafredo                        |
| 21.     | Memorial Marco Pantani                          | 1.1  | Alexei Luzenko                                      | Astana Pro Team                       |
| 22.     | Trofeo Matteotti                                | 1.1  | Matteo Trentin                                      | Italien                               |
| 22.     | Gooikse Pijl                                    | 1.1  | Pascal Ackermann                                    | Bora-hansgrohe                        |
| 22.     | Grand Prix d’Isbergues                          | 1.1  | Mads Pedersen                                       | Trek-Segafredo                        |
| 24.     | Ruota d’Oro                                     | 1.2U | Nicola Venchiarutti                                 | Cycling Team Friuli                   |
| 25.     | Omloop van het Houtland                         | 1.1  | Max Walscheid                                       | Team Sunweb                           |
| 27.–29. | Tour of Mevlana                                 | 2.2  | Batuhan Özgür                                       | Torku Sekerspor                       |
| 29.     | Paris–Chauny                                    | 1.1  | Anthony Turgis                                      | Direct Énergie / Total Direct Énergie |

## Oktober
| Datum | Rennen                              | Kat. | Sieger            | Team                             |
| ----- | ----------------------------------- | ---- | ----------------- | -------------------------------- |
| 1.–6. | Kroatien-Rundfahrt                  | 2.1  | Adam Yates        | Mitchelton-Scott                 |
| 3.    | Münsterland Giro                    | 1.HC | Alvaro Hodeg      | Deceuninck-Quick-Step            |
| 5.    | Tour de l’Eurométropole             | 1.HC | Piet Allegaert    | Sport Vlaanderen-Baloise         |
| 5.    | Giro dell’Emilia                    | 1.HC | Primož Roglič     | Team Jumbo-Visma                 |
| 6.    | Gran Premio Beghelli                | 1.HC | Sonny Colbrelli   | Bahrain-Merida                   |
| 6.    | Tour de Vendée                      | 1.1  | Marc Sarreau      | Groupama-FDJ                     |
| 6.    | Famenne Ardenne Classic             | 1.1  | Dimitri Claeys    | Cofidis, Solutions Crédits       |
| 6.    | Il Piccolo Lombardia                | 1.2U | Andrea Bagioli    | Team Colpack                     |
| 8.    | Tre Valli Varesine                  | 1.HC | Primož Roglič     | Team Jumbo-Visma                 |
| 8.    | Binche–Chimay–Binche                | 1.1  | Tom Van Asbroeck  | Israel Cycling Academy           |
| 9.    | Mailand–Turin                       | 1.HC | Michael Woods     | EF Education First               |
| 10.   | Gran Piemonte                       | 1.HC | Egan Bernal       | Team Sky / Team Ineos            |
| 10.   | Paris–Bourges                       | 1.1  | Marc Sarreau      | Groupama-FDJ                     |
| 12.   | Tacx Pro Classic                    | 1.1  | Dylan Groenewegen | Team Jumbo-Visma                 |
| 12.   | Fatih Sultan Mehmet Edirne Race     | 1.2  | Onur Balkan       | Salcano Sakarya BB Team          |
| 13.   | Paris–Tours                         | 1.HC | Jelle Wallays     | Lotto Soudal                     |
| 13.   | Memorial Rik Van Steenbergen        | 1.1  | Dries De Bondt    | Corendon-Circus                  |
| 13.   | Fatih Sultan Mehmet Kirklareli Race | 1.2  | Ahmet Örken       | Salcano Sakarya BB Team          |
| 13.   | Paris–Tours (U23)                   | 1.2U | Alexys Brunel     | Equipe continentale Groupama-FDJ |
| 20.   | Chrono des Nations                  | 1.1  | Jos van Emden     | Team Jumbo-Visma                 |
| 20.   | Chrono des Nations (U23)            | 1.2U | Jasper De Plus    |                                  |

## Gesamtwertung
| Platz | Fahrer             | Nation | Team                  | Punkte  |
| ----- | ------------------ | ------ | --------------------- | ------- |
| 1.    | Primož Roglič      | SLO    | Team Jumbo-Visma      | 4705,28 |
| 2.    | Julian Alaphilippe | FRA    | Deceuninck-Quick-Step | 3569,95 |
| 3.    | Jakob Fuglsang     | DEN    | Astana Pro Team       | 3472.5  |
| 4.    | Alejandro Valverde | ESP    | Movistar Team         | 3297    |
| 5.    | Greg Van Avermaet  | BEL    | CCC Team              | 2947,33 |

| Platz | Team                       | Nation | Punkte  |
| ----- | -------------------------- | ------ | ------- |
| 1.    | Total Direct Énergie       | FRA    | 5152.67 |
| 2.    | Wanty-Gobert Cycling Team  | BEL    | 5086    |
| 3.    | Corendon-Circus            | BEL    | 4898    |
| 4.    | Israel Cycling Academy     | ISR    | 4849.2  |
| 5.    | Cofidis, Solutions Credits | FRA    | 4644    |

| Platz | Nation      | Punkte   |
| ----- | ----------- | -------- |
| 1.    | Belgien     | 13491,09 |
| 2.    | Italien     | 11747,48 |
| 3.    | Niederlande | 11388,14 |
| 4.    | Frankreich  | 10909,95 |
| 5.    | Spanien     | 10039,62 |